# Мартин, Джордж Уиллард
Джордж Уиллард Мартин (англ. George Willard Martin; 1886—1971) — американский миколог, специалист по миксомицетам.

## Биография
Джордж Уиллард Мартин родился в Бруклине 27 октября 1886 года. Учился в Ратгерском университете, в 1912 году окончил его со степенью бакалавра литературы. С 1913 года он работал на Сельскохозяйственной экспериментальной станции Нью-Джерси. В 1915 году Мартин получил степень магистра наук Ратгерского университета, вскоре был записан в американскую армию и отправлен в Париж. Там Джордж Уиллард получил возможность изучать ботанику и микологию в Сорбонне.
По возвращении из Франции в 1919 году Мартин стал адъюнкт-профессором ботаники. Затем он переехал в Чикаго и в 1922 году в Чикагском университете получил степень доктора философии. Через год он прибыл в Айова-Сити и стал профессором Университета штата Айова.
Во время Второй мировой войны Мартин работал в Биологической лаборатории в городе Джефферсонвилл штата Индиана, изучая причины разложения военных принадлежностей из-за грибов. В 1955 году Мартин стал почётным профессором Университета штата Айова. В 1956—1957 он работал на должности профессора в Иллинойсском университете, после чего вернулся в Айову.
Джордж Уиллард Мартин скончался 11 сентября 1971 года.

## Некоторые научные публикации
- Macbride, T.H.; Martin, G.W. (1934) The Myxomycetes. 339 p. The MacMillan Co., N.Y.
- Martin, G.W. (1944). The Tremellales of the north central United States and adjacent Canada. University of Iowa Stud. Nat. Hist. 18 (3): 88 pp., 5 pls.
- Martin, G.W. (1948). Myxomycetes. North American Flora 1: 1—151.
- Martin, G.W. (1950). Outline of the Fungi. iv + 82 pp., 116 figs. USA, Iowa.
- Martin, G.W. (1952). Revision of the north central Tremellales. University of Iowa Stud. Nat. Hist. 19 (3): 122 pp., 5 pls.

## Род грибов, названные в честь Дж. У. Мартина
- Martininia Dumont & Korf, 1970 [≡ Martinia Whetzel, 1942, nom. nud.]